# りょうもう
りょうもうは、東武鉄道が主に浅草駅 - 赤城駅間を伊勢崎線・桐生線経由で運行する特別急行列車の愛称である。
列車名は、東京と両毛地区（群馬県と栃木県の県境エリア）を結ぶことに由来している。
本項では、500系電車を使用して運行されている「リバティりょうもう」、および過去に伊勢崎線系統で運行されていた列車群についても記載する。

## 運行概況

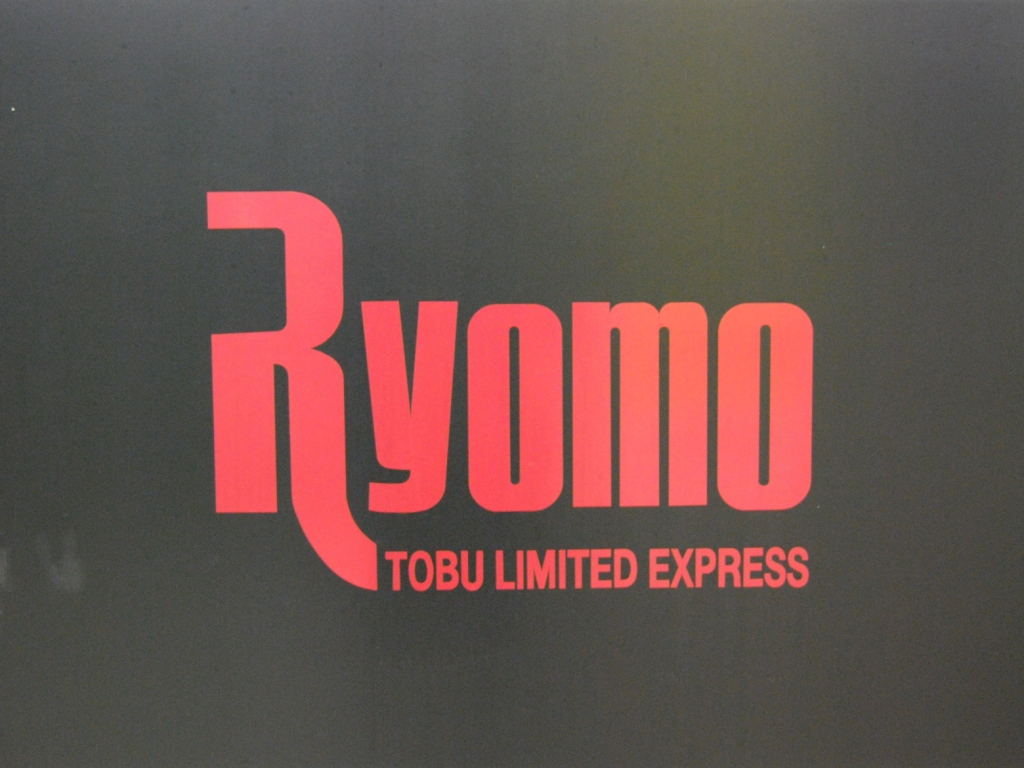
200型・250型「りょうもう」車体側面エンブレム（2008年10月4日 浅草駅）

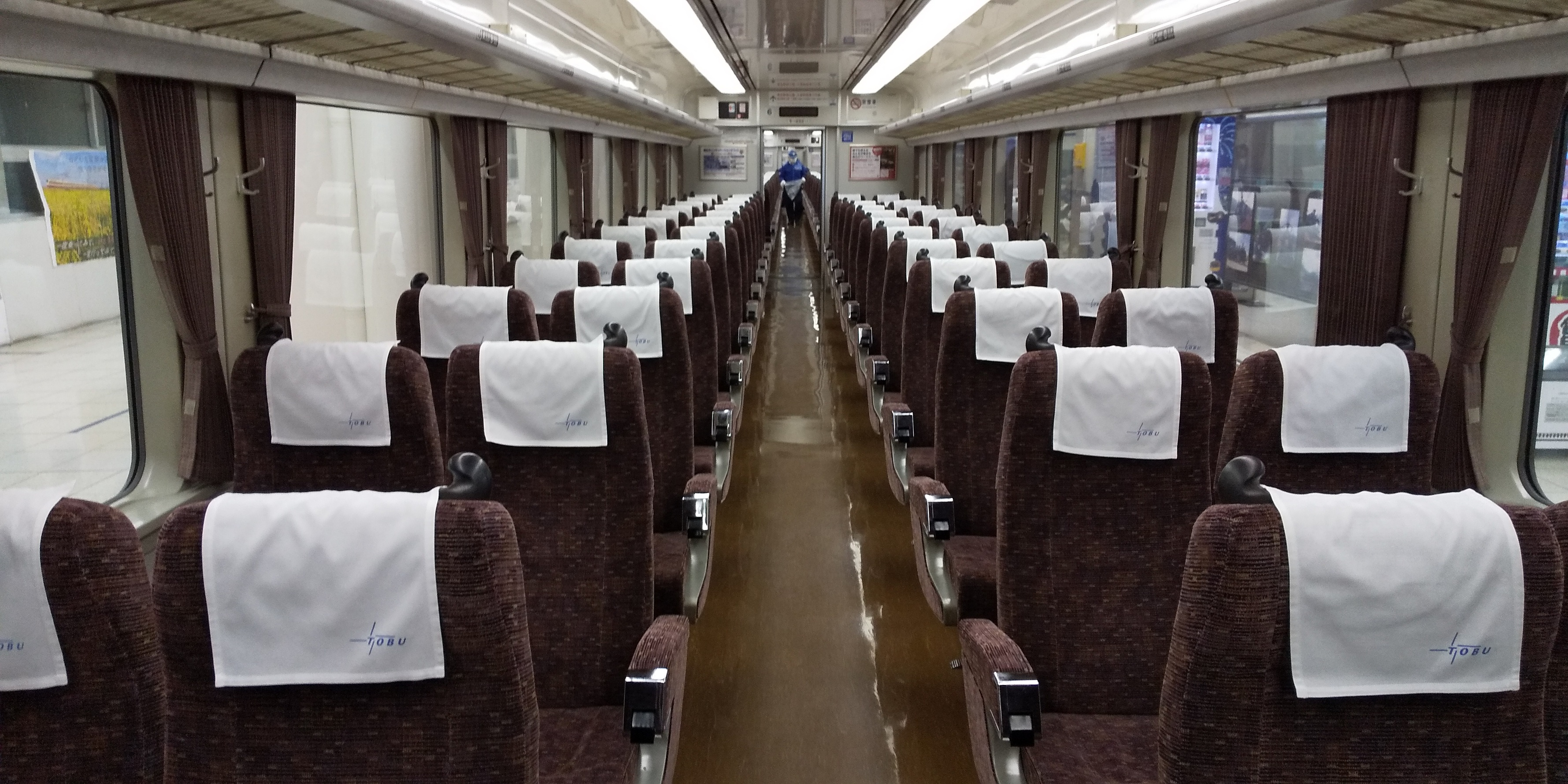
車内の様子（2020年10月）

2023年8月2日時点での運転本数はおおむね全日に渡って赤城発着が毎時1本程度の間隔で運行されているが、朝夕夜間はこれに太田発着などが加わる形で太田以南で毎時2本以上の本数が確保されている。具体的には「りょうもう」が赤城発着の上り9本下り10本、太田発着の3往復、伊勢崎発の上り1本である。2017年4月21日のダイヤ改正より運行が開始された「リバティりょうもう」は赤城発着が上り7本下り6本、太田発着の3往復、葛生・館林発着の各1往復、伊勢崎着の下り1本である。列車の号数は「りょうもう」と「リバティりょうもう」との通し番号になっている。「リバティりょうもう」は2017年4月から2020年6月までは浅草 - 東武動物公園間で「リバティけごん」と併結され、東武動物公園駅で分割される下り1本のみだったが、車両の置き換えとともに「りょうもう」から「リバティりょうもう」への置き換えが進んでいる。
主な利用者は工業地域でもある両毛地区へのビジネス客で、時間帯によっては通勤客も多い。休日は観光客も目立ち、あしかがフラワーパーク、つつじが岡公園（いずれも主にゴールデンウィーク時期）などの利用者向けに臨時列車が運行される場合もある。
比較的表定速度が低いため、群馬県の諮問機関「群馬県鉄道網活性化研究会」が2009年に出した『群馬県の鉄道網活性化に向けた提言』の中では「特急りょうもう号の増便とスピードアップによる利便性向上」を取り組むべき課題として挙げられている。

### 編成
| ○1 | 2● | 3○   | 4  | ●5 | 6○ |
| 指 | 指 | (指) | 指 | 指 | 指 |

| ○1 | ●2   | 3○ | 4○ | ●5   | 6○ |
| 指 | (指) | 指 | 指 | (指) | 指 |

### 停車駅
- 東武伊勢崎線内　浅草駅 - とうきょうスカイツリー駅 - 曳舟駅■ - 北千住駅 - 東武動物公園駅 - 久喜駅 - 加須駅▲ - 羽生駅▲ - 茂林寺前駅★ - 館林駅 - 足利市駅 - 太田駅 - 木崎駅 - 境町駅 - 新伊勢崎駅 - 伊勢崎駅
- 東武桐生線内　太田駅 - 藪塚駅 - 新桐生駅 - 相老駅 - 赤城駅
- 東武佐野線内　館林駅 - 佐野市駅 - 佐野駅 - 田沼駅 - 葛生駅

- ■：朝の上り列車と夜の下り列車が停車、▲：一部列車通過（概ね下り浅草発15時前と上り赤城発8 - 15時台の始発列車が通過）、★：シーズン中のみ一部列車が臨時停車

使用車両
りょうもう - 200系200型が使用される。
リバティりょうもう-  500系が使用される。
いずれも全車座席指定席制。
臨時列車について
不定期運行のスカイツリートレインの太田発着便の停車駅は「りょうもう」に準じていたが、料金はリバティを適用。
前述のゴールデンウィーク時期の臨時列車では、東武佐野線佐野駅まで運転されることがあり、この列車では佐野市駅が通過となる。
特急料金
小児半額、端数は10円単位で切り上げ。2023年3月18日改定。
2023年3月18日より、乗車直前（浅草駅、東武動物公園駅、久喜駅のみ）ならびに乗車後に特急券を購入した場合、特急料金に一律200円加算される。
| キロ程   | リバティりょうもう | りょうもう | 備考                |
| -------- | ------------------ | ---------- | ------------------- |
| 特定区間 | 550                | 550        | 浅草 - 久喜間内相互 |
| 1 - 40   | 700                | 600        |                     |
| 41 - 60  | 950                | 850        |                     |
| 61- 90   | 1,250              | 1,050      |                     |
| 91以上   | 1,450              | 1,250      |                     |

2021年9月30日までは一部列車に適用される割引料金・「午後割」「夜割」があった。「リバティりょうもう」は当初より午後割・夜割の対象外。

## 歴史

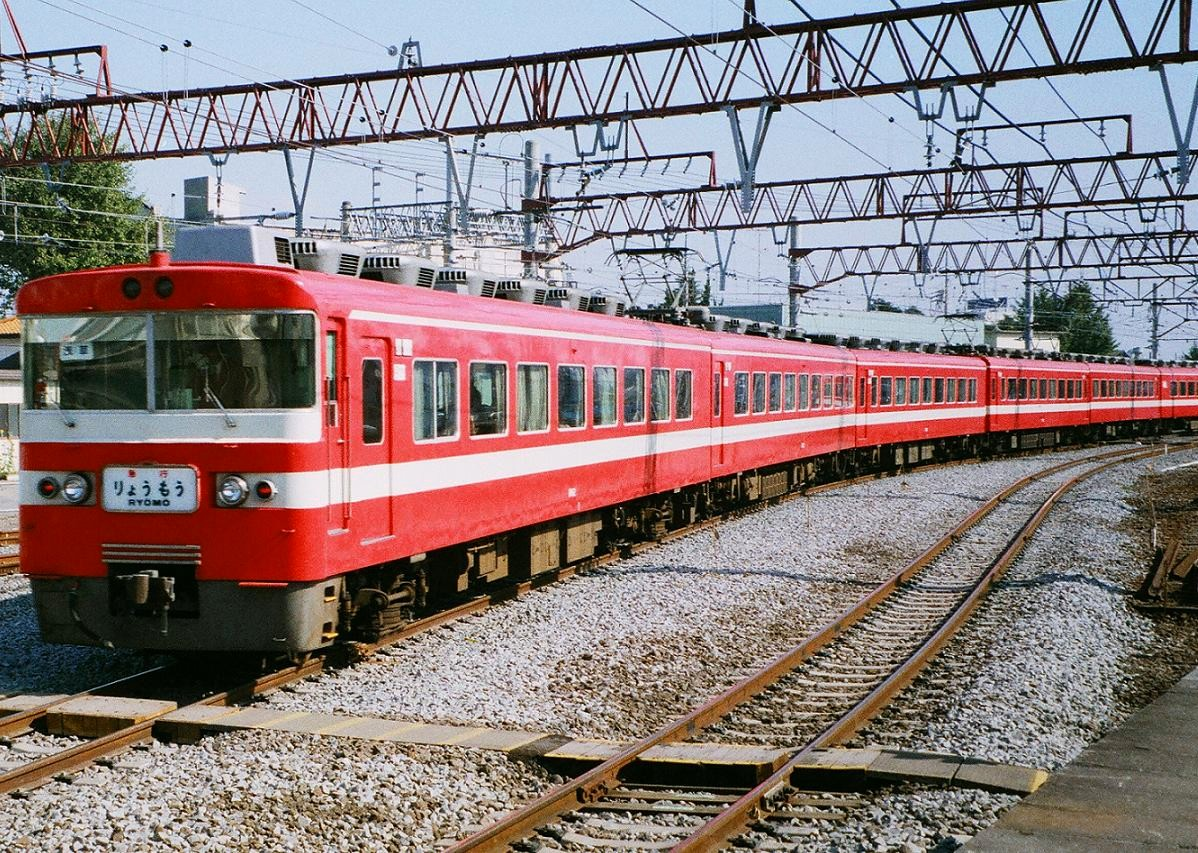
急行時代の「りょうもう」
（1997年12月19日 太田駅）

東武本線系統の優等列車は戦前から存在し、東武日光線の開業直後から日光・鬼怒川方面への特急には展望車やデハ10系など優等車両が投入され、観光輸送目的の比重が大きい列車であったのに対し、1933年（昭和8年）より「無料急行」として一般車を使用して運転が開始されたが、伊勢崎線・桐生線方面への速達列車は、中島飛行機（現在のSUBARU）関連工場が多く所在した太田地区や、織物産業が盛んな足利・桐生など、両毛地区への便を図ったものであった。
戦後、東武本線では日光・鬼怒川方面でモハ5310形・クハ350形を充当した特急列車「華厳」「鬼怒」の運転を再開、折からの日本国有鉄道（国鉄）東北本線・日光線の準急行列車「日光」との競合関係により新型車両の新製投入が繰り返された。その都度型落ち（モハ5310形・クハ350形、5700系、1700系）が発生したため、その余剰車は東武日光線・鬼怒川線の有料急行列車として運行・増発されることとなった。1953年（昭和28年）10月には伊勢崎線にも急行料金が新設され、翌11月、有料急行「りょうもう」（当時は愛称なし）は東武宇都宮線有料急行「しもつけ」（当時は愛称なし、1953年8月より運転開始）に併結される形で日光線・鬼怒川線有料急行の間合い運用（早朝上り便と夜間下り便）として浅草駅 - 新桐生駅間で運転を開始した。その後、伊勢崎線有料急行は利用が好調で運行区間を新大間々駅に延長、愛称も「りょうもう」のほか「こうずけ」・「おりひめ」・「あかぎ」・「じょうもう」（1963年3月まで上毛電気鉄道中央前橋駅まで乗り入れ）や「からさわ」（東武佐野線方面）など複数使用され、国鉄優勢の宇都宮方面「しもつけ」が廃止されたのとは対照的に増発された（1967年時点の運行本数は7往復：赤城便5往復、伊勢崎便1往復、葛生便1往復）。また、本線全線での特急・急行・快速列車の増発などによる車両不足から、日光線特急の型落ち車だけではなく、当時の日光線特急専用車両であった1700系が運用に就くこともあった。

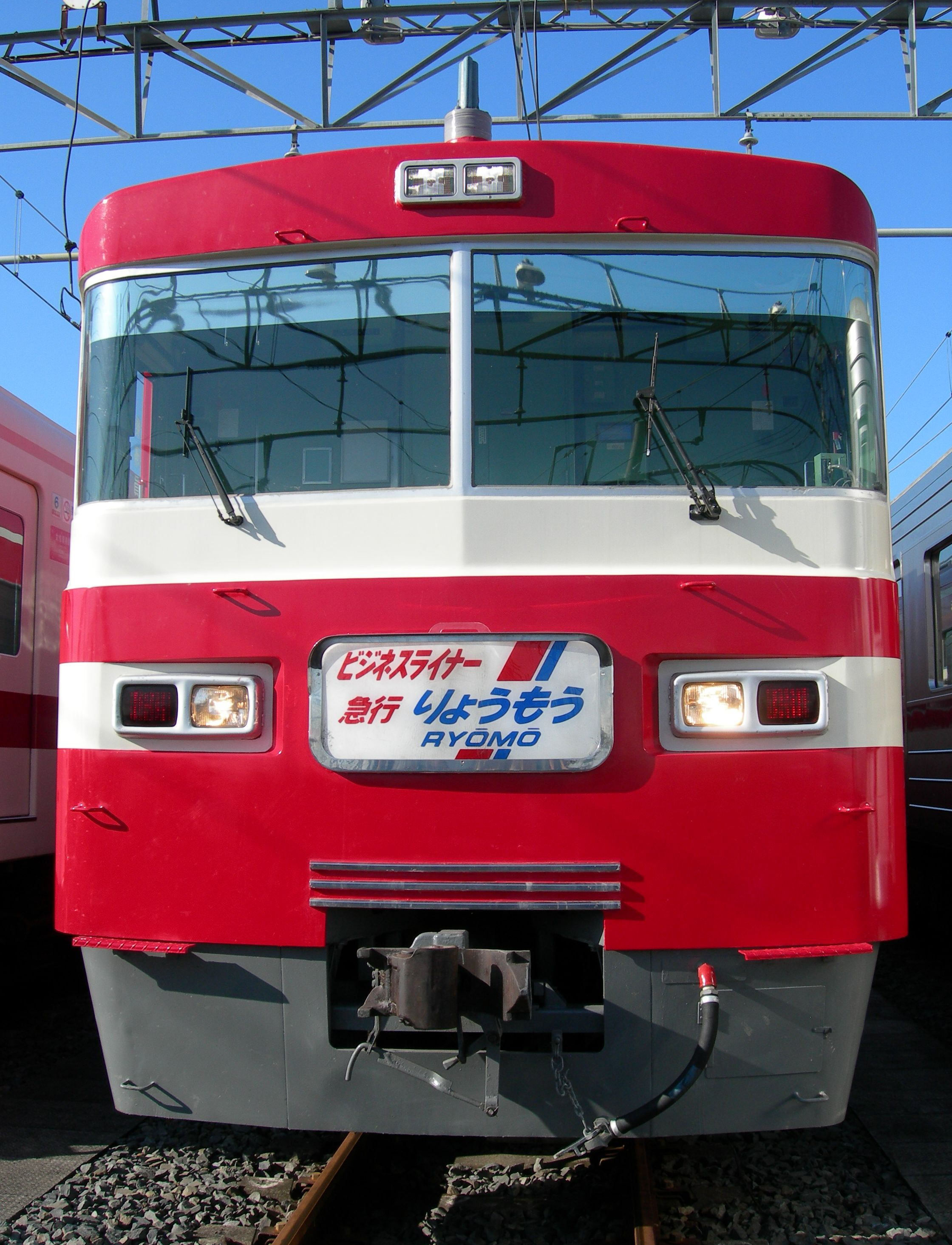
「ビジネスライナーりょうもう」
（2010年12月5日 南栗橋車両管区)

1969年（昭和44年）9月には特急車両に準じた内装を備えた伊勢崎線有料急行専用車両1800系を新造し、列車愛称を「りょうもう」に統一し、全車座席指定席制とした。以後、東京 - 両毛地区間のメインルートとして定着し、増発および4両編成から6両編成への増結がなされた。
1990年代には「東武のビジネス列車」としての位置付けが強化され、定期乗車券と急行券で乗車が可能な「ビジネスライナーりょうもう」が数本設定された（東武線の特急・急行全列車で定期乗車券での乗車が可能になった1997年に廃止）。1991年（平成3年）には日光線特急の100系「スペーシア」への置き換えが完了して余剰となった1720系「デラックスロマンスカー」の車体を更新した200型が就役し、1998年（平成10年）に250型が増備され、1800系との置き換えが完了し、翌1999年（平成11年）に現行の特急へと格上げされた。　

### 年表
- 1933年（昭和8年）：無料急行列車（ロングシート車）が浅草駅 - 新桐生駅間で運転を開始。
- 1953年（昭和28年）10月：伊勢崎線に初めて急行料金が設定される。
- 1953年（昭和28年）11月：モハ5310形・クハ350形により自由定員制有料急行として浅草駅 - 新桐生駅間で運転開始。朝上り1本、夜下り1本、浅草駅 - 杉戸駅（現・東武動物公園駅）間は宇都宮線有料急行に併結する形での運行であった。
- 1956年（昭和31年）：新大間々駅（現在の赤城駅）まで運行区間を延長。また、この年より上毛電気鉄道の中央前橋駅まで直通運行する急行「じょうもう」運転開始。
  - 「じょうもう」の運用には1700系が用いられることもあったが、同系列は全電動車編成であるため電力消費が多く、上毛線内では変電所の容量不足や電圧降下の問題が生じた。また、前橋 - 東京間輸送は元々距離の短い国鉄線（両毛線、上越線、高崎線、東北本線または山手線経由）が圧倒的優位で、1957年（昭和32年）には両毛線前橋駅まで電化されたことにより上野駅 - 前橋駅間の直通列車も運行が開始され、上毛線乗り入れの「じょうもう」の成績は振るわなかった。
- 1957年（昭和32年）：赤城方面急行「こうずけ」を新設。
- 1963年（昭和38年）：急行「じょうもう」上毛線の乗り入れ終了。赤城方面急行「おりひめ」および葛生方面急行「からさわ」を新設。また、北千住駅に上り列車の停車を開始。
- 1966年（昭和41年）：赤城方面急行「あかぎ」を新設。
- 1969年（昭和44年）9月20日：専用車両である1800系が落成。同時に急行料金は一列車乗車ごとではなく距離による地帯制を採用。列車愛称を「りょうもう」に統一。1800系時代の営業最高速度は105 km/h。
- 1985年（昭和60年）4月1日：1号車が禁煙車に指定される。
- 1989年（平成元年）10月：ホーム有効長延伸とわたらせ渓谷鐵道との連絡のため、相老駅に全列車停車開始。
- 1990年（平成2年）9月25日：ダイヤ改正により、2・37号が定期券で乗車できる「ビジネスライナー」に指定される。
- 1991年（平成3年）2月1日：1800系の後継車両200系就役。この時に"Ryomo"のロゴが登場する。
- 1993年（平成5年）4月1日：禁煙車が1 - 3号車までとなる。
- 1997年（平成9年）3月25日：ダイヤ改正により以下のように変更する。
  1. 北千住駅に下り全列車停車開始。
  2. 全列車が定期券で乗車可能となったため「ビジネスライナー」が廃止される。
  3. 館林駅発着列車が設定される。
- 1998年（平成10年）
  - 2月：250系就役。
  - 3月31日：1800系の定期列車運行終了。最後に運行したのは1819編成だった。1819編成はその後、団体・臨時用となったが、特急格上げ後の2000年・2006年に200系・250系が事故や車両故障で不足した際、伊勢崎駅発着「りょうもう」を代走したことがある。当該列車では特急料金の払戻しが行われた。
- 1999年（平成11年）3月16日：ダイヤ改正により以下のように変更する。
  1. 全編成が200/250系に置き換わったことにより「特急」に昇格。最高速度が110 km/hに向上[8]。
  2. 加須駅・羽生駅に停車する本数が夕夜間を中心に下り4本→13本・上り6本→12本と増加される[8]。
  3. 館林発着列車が廃止される。
- 2001年（平成13年）3月28日：ダイヤ改正により金曜日・土休日限定で伊勢崎発着列車を新設。当初上りは北千住行であった。
- 2002年（平成14年）11月：特急・急行料金の特割（値下げ）キャンペーンを実施[9]。
- 2003年（平成15年）3月19日：ダイヤ改正により以下のように変更する。
  1. 上記のキャンペーンの効果を考慮し、特急・急行料金の値下げが全区間で行われ「午後割」「夜割」の制度も導入した[10]。しかし、料金制度上「急行料金で特急に乗車することが可能になる」というアンバランスな状況となった。
  2. 車掌用携帯端末機の導入に伴い、車内での検札が省略になる[11]。
  3. 浅草駅の特急・急行ホームにインフォメーションカウンターを設置[11]。
  4. 東武動物公園駅に全列車停車開始[10]。春日部駅の「スペーシア」等と同様に駅員による特急券確認のため乗降口を2・5号車に限定する[10]。それに伴い、客室の正面と貫通扉の上部、さらに車内の客用扉にはそれを案内するステッカーが貼られる。ホーム上に特急券自動券売機が設置される[10]。
  5. 伊勢崎発が浅草行に変更され毎日運転となる。
- 2005年（平成17年）3月1日：禁煙車が1 - 5号車までとなる[12]。
- 2006年（平成18年）3月18日：ダイヤ改正により以下のように変更する。
  1. 久喜駅に下り13本・上り11本が停車開始[13]。東武動物公園駅と同様の措置がとられる。ホーム上に特急券自動券売機が設置される。
  2. 昼間時の浅草駅・赤城駅発車時刻が変更される。　
  3. 伊勢崎行が毎日運転となる[13]。
- 2007年（平成19年）
  - 3月18日：全列車・全車両が禁煙となる[14]。
  - 9月1日：特急券予約システムの拡充により、10月1日乗車分から電話およびEメールでの予約が「りょうもう」でも可能になる[15]。
- 2008年（平成20年）11月11日：「特急券チケットレスサービス」開始により、販売窓口を経由せずに購入・乗車が可能になる[16]。
- 2009年（平成21年）
  - 4月29日：ゴールデンウィークに限り、臨時特急として北千住行が約6年ぶりに運行される。また、館林発着列車も特急に昇格した1999年以降初めて運行される。
  - 6月6日：ダイヤ改正により以下のように変更する[17]。

  1. 久喜駅に停車する列車本数が下り13本→14本・上り11本→14本に増加[17]。
  2. 夕夜間の浅草駅発車時刻が昼間と同じ時刻に変更される[17]。
  3. 臨時運行されていた館林発着が毎日運転となり約10年ぶりに再設定される。
- 2012年（平成24年）
  - 3月17日：上りの全列車がとうきょうスカイツリー駅に停車開始。
  - 10月27日：とうきょうスカイツリー駅を10時以降に発車する列車に対して、同駅→浅草間の乗車に限り特急料金不要で乗車できる措置がとられる。当初は東京スカイツリー開業1周年（2013年5月22日）までであったが、好評のため通年実施となった。
- 2013年（平成25年）3月16日：ダイヤ改正により以下のように変更する。
  1. とうきょうスカイツリー駅に下り22本が停車開始（乗降口を2・5号車に限定）[18]。
  2. 昼間時の浅草駅発車時刻が変更される。
  3. 葛生行・伊勢崎行の時刻がそれぞれ1時間繰り下げられる。
- 2014年（平成26年）4月1日：とうきょうスカイツリー駅→浅草間の乗車に限り特急料金不要で乗車できる措置が全列車に拡大。
- 2016年（平成28年）6月17日：208Fを、友好鉄道協定締結している台湾鉄路管理局TEMU2000形電車（普悠瑪号）に合わせた塗装にし、共通デザインの記念エンブレムを掲出して運行を開始。
- 2017年（平成29年）4月21日：500系電車「リバティ」の運行開始に伴い、ダイヤ改正を実施[19][20]。
  1. 浅草発赤城行き最終特急列車が1時間繰り下げられる。
  2. 浅草発伊勢崎行が1時間繰り上がり、葛生行が1時間繰り下がる。
  3. 土休日のみ運転の1・6号が毎日運転に変更。通年同一運行本数になる。
  4. 浅草発赤城行き始発特急列車が10分繰り上げられる。
  5. 「リバティけごん」と併結する「リバティりょうもう」を1本設定。この列車のみ春日部駅に停車し、東武動物公園駅で分割を行う。
  6. とうきょうスカイツリー駅と久喜駅に全列車停車開始。また、とうきょうスカイツリー駅では下り列車の乗降口限定が廃止され全車両からの乗降が可能になる。
- 2018年（平成30年）
  - 5月20日：東武1800系電車の運転を廃止・引退。
  - 11月1日 - 12月31日：桐生線の太田 - 赤城間の乗車に限り、特急料金を群馬県が負担し、利用増加効果を測定する社会実験を実施[21]。
- 2020年（令和2年）
  - 6月6日：ダイヤ改正により以下のように変更する[22]。

  1. 浅草着10時までの全列車と、浅草発17:09以降の全列車が曳舟駅に停車する。
  2. リバティりょうもうを土休日に1本増便、同時に運行区間を太田まで延長。この列車は平日はアーバンパークライナーとして運行。
  3. リバティけごんの併結運転を終了（春日部停車廃止）。

  - 11月9日：浅草 - 赤城間運行の25・44・47号が「リバティりょうもう」に変更。この列車は「午後割」「夜割」対象外になる[23]。
  - 11月10日：8号が「リバティりょうもう」に変更[23]。
- 2021年（令和3年）
  - 8月18日：浅草 - 赤城間運行の16・29・48・51号と浅草 - 太田間運行の13・30号が「リバティりょうもう」に変更。29・48号は「午後割」「夜割」対象外になる[24]。
  - 9月30日：この日限りで「午後割」「夜割」制度を終了[7]。
- 2022年（令和4年）3月12日：ダイヤ改正により以下のように変更する[25]。
  - 13号・30号・45号と土休日のみ運転の浅草駅18時49分発「リバティりょうもう」館林行きを廃止。
  - 葛生駅発着と下りの伊勢崎行きが「リバティりょうもう」に変更。これにより佐野線での「りょうもう」の定期運行が無くなる（前述のゴールデンウィーク時期に、佐野線で臨時「りょうもう」の設定があるため、停車駅案内では存置）。
- 2023年（令和5年）
  - 3月18日：ダイヤ改正により以下の通り変更される[26][27]。

  1. 特急料金を改定し、一部の利用区間を除き値上げ。
  2. とうきょうスカイツリー駅 → 浅草駅間の上り列車における特急料金不要措置を廃止。
  3. 3両編成で運行されていた「リバティりょうもう」の一部を、「りょうもう」もしくは6両編成の「リバティりょうもう」に変更。

  - 8月1日：3両編成で運行されていた「リバティりょうもう」の一部を、6両編成の「リバティりょうもう」に変更（うち1往復は8月2日より変更）[28]。

## 列車名の由来
列車名として、「りょうもう」の他に「あかぎ」「おりひめ」「こうづけ」「じょうもう」なども使用されていたが、専用車両である1800系の就役後は「りょうもう」に統一されている。各列車名の由来は下記のとおりである（五十音順）。
- 「あかぎ」：終着駅である赤城駅が赤城山観光の拠点としていたことから。なお、国鉄・東日本旅客鉄道（JR東日本）にも同名の「あかぎ」が存在する。
- 「おりひめ」：桐生市および一帯が絹織物の産地であることにちなむ（桐生市と足利市には「織姫神社」がある）。
- 「こうづけ」（こうずけ）：群馬県の旧称「上野国」（"こうづけ"のくに）から。
- 「じょうもう」：群馬県の異称「上毛」（上野国の古称、「上毛野国」の略）から。
- 「りょうもう」：主たる目的地である群馬県東部（桐生+太田+館林=東毛）および栃木県南西部（足利・佐野）を指す地域名「両毛」[29]から。